# Boxe aux Jeux asiatiques de 1958
Navigation
Édition précédente Édition suivante
Les compétitions de boxe anglaise des Jeux asiatiques 1958 se sont déroulées du 24 mai au 1er juin à Tōkyō, Japon.

## Résultats

### Podiums
| Catégories                    | Or                 | Argent            | Bronze                              |
| Poids mouches (-51 kg)        | Akio Maki          | Hla Nyunt         | Ezrael Illkhanouf Kim Chang-han     |
| Poids coqs (-54 kg)           | Thein Myint        | Takeo Suzuki      | Jacinto Diaz Mord Nasir             |
| Poids plumes (-57 kg)         | Isami Ikeyama      | Dionisio Guevarra | Song Soon-chun Austin Dunsford      |
| Poids légers (-60 kg)         | Chung Dong-hoon    | Shinichiro Suzuki | Sundar Rao Celedonio Espinosa       |
| Poids super-légers (-63,5 kg) | Shigemasa Kawakami | Vazik Kazarian    | Sub Chundakowsolya Kim Deuk Bong    |
| Poids welters (-67 kg)        | Kim Ki-soo         | Soren Pirjanian   | Tongsai Teptani Toshiro Onuki       |
| Poids super-welters (-71 kg)  | Osamu Takahashi    | Amir Yavari       | Stanley Majid Bait Hussain          |
| Poids moyens (-75 kg)         | Chang Lo-po        | Hari Singh        | Leon Khachatourian Shoichi Matsuura |
| Poids mi-lourds (-81 kg)      | Shuichi Nakayama   | Sultan Mahmoud    | Akbar Khojini                       |
| Poids lourds (+81 kg)         | Shunzo Nishio      | Khalid Mumtaz     |                                     |

### Tableau des médailles
| Place | Pays              | Médaille d'or, Asie | Médaille d'argent, Asie | Médaille de bronze, Asie | Total |
| ----- | ----------------- | ------------------- | ----------------------- | ------------------------ | ----- |
| 1     | Japon             | 6                   | 2                       | 2                        | 10    |
| 2     | Corée du Sud      | 2                   | 0                       | 3                        | 5     |
| 3     | Birmanie          | 1                   | 1                       | 1                        | 3     |
| 4     | Chine             | 1                   | 0                       | 0                        | 1     |
| 5     | Singapour         | 0                   | 3                       | 3                        | 6     |
| 6     | Pakistan          | 0                   | 2                       | 2                        | 4     |
| 7     | Philippines       | 0                   | 1                       | 1                        | 2     |
| 7     | Inde              | 0                   | 1                       | 1                        | 2     |
| 9     | Indonésie         | 0                   | 0                       | 2                        | 2     |
| 9     | Thaïlande         | 0                   | 0                       | 2                        | 2     |
| Total | 10 pays médaillés | 10                  | 10                      | 17                       | 37    |